# P-37 (radar)
Radarul P-37 (în rusă ”Мечи”, index GRAU - 1RL139, după clasificarea NATO ”Bar Lock”) este un radiotelemetru sovietic exploatat din anul 1971 în fosta URSS. Radarul a fost și în înzestrarea țărilor fostului Tratat de la Varșovia, inclusiv în Armata României, din anul 1975. Este în exploatare. 

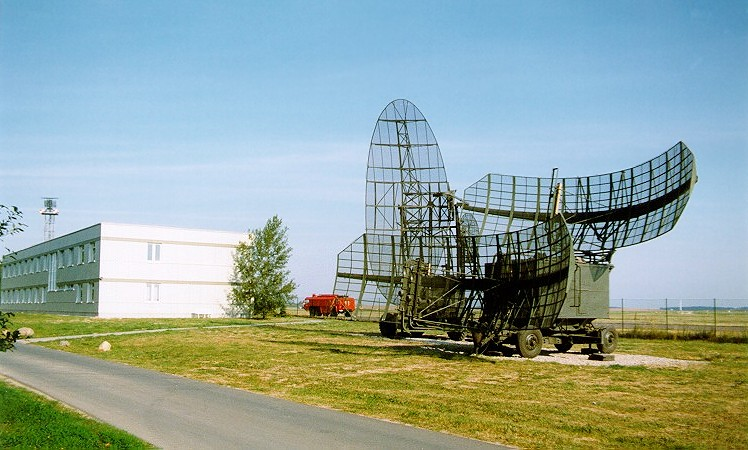
Cabina emisie-recepție a radarului P-37 și a radioaltimetrului PRV-13
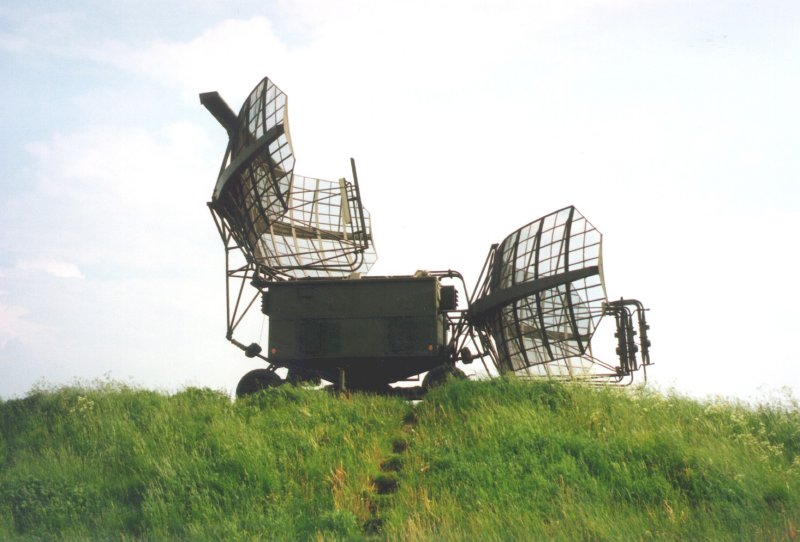
Cabina emisie-recepție a radarului P-37 în Germania, anul 1997

## Scurt istoric
În scopul de a proteja radarul P-35 M de bruiajul pasiv și factorii meteorologici, precum și pentru a asigura descoperirea țintelor la altitudini joase (50 – 300 m) în zona apropiată, s-a dezvoltat o modificare a radarului, care a primit denumirea de ”Meci 35”. În anii 1970 - 1971 telemetrul  ”Meci 35” a fost supus testelor de teren și a fost adoptat în exploatare.
Până la acest radar trebuie amintiți predecesorii săi și anume  P-20 (Periscop), produs din decembrie 1952,  P-30 (Cristal) produs din anul 1955, P-35 cu variantele ”Saturn”,  produs din anul 1958, și P-35 M ”Landâș U”, produs din anul 1961. Modernizările aduse acestuia au creat radarul ”Meci 35” pus în fabricație din anul 1971, primind ulterior denumirea de P-37.  

## Destinație
Radarul P-37 (radiotelemetru - determină două coordonate: azimutul și distanța înclinată) este destinat pentru cercetarea spațiului aerian, descoperirea și urmărirea țintelor aeriene, determinarea apartenenței de stat a acestora și furnizarea datelor de radiolocație eșaloanelor interesate. Este un radar de avertizare timpurie. Transmiterea datelor radar către  utilizatori se poate realiza astfel:
- prin voce, de către un operator;
- prin cabluri, către sistemele automatizate de culegere și prelucrare a datelor de radiolocație aflate la nivelul unităților și subunităților de radiolocație;
- sau prin cabluri, către sistemul automatizat de conducere a marii unități de rachete antiaeriene;
- sau prin cabluri, către sistemul automatizat de dirijare la interceptare a aviației de vânătoare;
- prin aparatura de radiotranslație (RL-30 ”Faza”, index GRAU 1RL-51), în gamă decimetrică, până la o  distanță de 15 km, pe două indicatoare de observare circulară portative.

## Scurtă prezentare
Radarul produs în fosta URSS este realizat în tehnologie cu tuburi electronice, emițătoarele sunt magnetroane cu frecvență fixă iar în partea de selecție a țintelor mobile se folosesc tuburi potențialoscop.
Aparatura de selecție a țintelor mobile (SȚM) introdusă în echipamentul stației (în remorca nr. 8) și aplicarea filtrelor de selecție prin polarizare a asigurat realizarea obiectivelor propuse. La acest radar au fost, de asemenea, aplicate în aparatura de recepție schema BARU (reglarea rapidă automată a amplificării) cu limitarea fluctuației semnalelor și schema VARU (reglarea temporară automată a amplificării) cu reglarea adâncimii și duratei de acțiune pentru protecția împotriva bruiajului pasiv din zona apropiată. Pentru a proteja radarul împotriva rachetelor antiradiolocație de tip ”Shrike” în stație a fost instalat echipamentul ”Comutator 35”
În versiunea radarului realizată, din anul 1990 și după, cea mai modernă, calea de recepție a fost complet tranzistorizată și cu circuite integrate (această versiune nu are nevoie de remorca nr. 8). Această versiune nu a primit un nume diferit. Radarul dispune de aparatura de recunoaștere prin radiolocație NRZ-20, (în sistemul ”Kremnîi-2”).
Compunerea de bază a complexului:
- mașina nr. 1 - cabina cu aparatura emisie-recepție, pivotantă, pe un afet de tun de 100 mm;
- mașina nr. 2 - cu aparatura de comandă-control și de indicare dispusă pe șasiul autocamionului ZIL-157;
- mașina nr. 3 și 4 (remorcă) - cu câte un generator electric (agregat diesel) de tip AD-50 (50 kw), de bază și de rezervă;
- mașina nr. 5 (remorcă) - cu un convertizor de frecvență tip VPL-30 de 400 Hz și tensiune variabilă între 150 și 200 volți, remorcă în care se transportă reflectoarele celor două antene;
- mașina nr. 6 - autotractor pe șenile de tip ATS-59R, în marș tractează cabina emisie-recepție, pe el se transportă lăzile cu ghidurile de undă ale antenei; la desfășurarea radarului se montează o macara cu forța de ridicare de 800 kgf pentru instalarea reflectoarelor antenelor;
- mașina nr. 7 (remorcă pe un ax) - cu un grup electrogen de tip AD-10 (10 kw) pentru alimentarea aparaturii de recepție a liniei de radiotranslație și a doi indicatori portativi;
- mașina nr. 8 (remorcă) - cu aparatura de protecție împotriva bruiajului pasiv și piese de schimb și accesorii;
- completul 1RL51М1 cu aparatura de recepție a liniei de radiotranslație RL-30 ”Faza” (un dulap), două antene catarg, 4 indicatori de observare circulară portativi dispuși în dulapuri.

## Date tehnico-tactice
- a fost introdus în exploatare în anul 1971;
- instalația de emisie: 5 canale (3 pe antena inferioară) în banda E  și banda F;
- frecvența de repetiție a impulsurilor 375 și 750 Hz;
- durata impulsului de sondaj 1,7 și 2,9 microsecunde;
- puterea în impuls a unui canal 700 Kw;
- puterea medie a unui canal 700 W;
- lățimea diagramei de directivitate în plan orizontal 2 grade;
- distanța maximă de descoperire 350 km;
- înălțimea maximă de descoperire 25.000 m;
- precizia de determinare a coordonatelor: în distanță 500 m; în azimut 30 de minute;
- capacitatea de separare: în distanță 500 m; în azimut 1 grad;
- viteza de rotire a antenei 3 și 6 ture pe minut;
- puterea consumată 38 kw.
- durata de desfășurare (strângere) a radarului: 8 ore;
- condiții climaterice de lucru: viteza vântului până la 25 m/sec.; înălțimea deasupra nivelului mării max. 1.000 m; temperatura mediului înconjurător de la -40 grade la +50 grade Celsius.